# Sótonyi Péter
Sótonyi Péter (Budapest, 1938. december 9. –) Magyar Corvin-lánccal kitüntetett, Széchenyi-díjas magyar orvos, patológus, egyetemi tanár, a Magyar Tudományos Akadémia rendes tagja. Az igazságügyi orvostan neves kutatója. 1998 és 2000 között a Semmelweis Orvostudományi Egyetem Általános Orvostudományi Kar dékánja, majd 2003-ig az átalakított Semmelweis Egyetem rektora. 2009-től a Magyar Orvostörténelmi Társaság elnöke.

## Életpályája
A budai Petőfi Sándor Általános Gimnáziumban érettségizett, majd 1957-ben elkezdte egyetemi tanulmányait a Semmelweis Orvostudományi Egyetemen, ahol 1963-ban szerzett orvosi diplomát. Később patológus, kórszövettani, igazságügyi orvostani és egészségügyi orvostani szakorvosi képesítést szerzett. Mestereinek Jellinek Harryt, Ökrös Sándort és Somogyi Endrét tartotta.
Diplomájának megszerzése után az egyetem Igazságügyi Orvostani Intézeténél kapott állást (ahol már demonstrátorként is dolgozott). Itt a szakorvosi képesítés megszerzése után a szívizomsejt károsodások hiszto-citokémia vizsgálatával kezdett el foglalkozni. Végigjárta az oktatói ranglétrát. 1992-ben kinevezték az intézet tanszékvezetőjévé, illetve egyetemi tanárrá. 1993-ban az egyetem Doktori Tanácsa elnöke lett, majd 1998-ban az Általános Orvostudományi Kar dékánjává választották. 2000-ben az egyetem rektora lett, tisztségét három évig töltötte be. 2008-ban professor emeritusi címet kapott. Számos alkalommal tartózkodott tanulmányutakon Pécsett. Meghívott oktatóként tanított az Eötvös Loránd Tudományegyetemen, a Pázmány Péter Katolikus Egyetemen és a Rendőrtiszti Főiskolán.
Egyetemi munkája mellett az Országos Igazságügyi Orvostani Intézet igazgatójává is kinevezték, valamint 1994-ben az Egészségügyi Tudományos Tanács alelnöke lett. 2000-ben a Tanács elnökévé nevezték ki. 1997 és 1998, valamint 2005 és 2007 között a Magyar Orvostudományi Egyesületek Szövetsége (MOTESZ) elnöki tisztét is ellátta. 1997 és 2000 között a Magyar Akkreditációs Bizottság alelnöke is volt. 2003-tól 2006-ig az  MTA–Semmelweis Egyetem Gén és Környezete Kutatócsoport vezetője volt.  A Patológiai Tudományok Doktori Iskolájában vezeti a „Nép- és  Közegészség-tudományok” doktori programot.
1977-ben védte meg az orvostudományok kandidátusi, 1990-ben pedig akadémiai doktori értekezését. Az MTA Elméleti Orvostudományi, illetve az Orvosi Diagnosztikai Bizottságának lett tagja, utóbbinak 1999-ig elnöke is volt. 1994-ben az MTA közgyűlési képviselője lett, majd 2001-ben megválasztották a Magyar Tudományos Akadémia levelező, 2007-ben pedig rendes tagjává. Előtte már 1999-ig az MTA Orvosi Diagnosztikai Bizottsága elnöke volt. A Környezet és Egészség Bizottság tagja is lett. A Nemzetközi Tudományos és Művészeti Akadémia és a Lengyel Orvostudományi Akadémia is felvette tagjai sorába.
Az American Journal of Forensic Medicine and Pathology, a Bulletin of Legal Medicine, a Forensic Science International, a Journal of Legal Medicine, a Morphology and Forensic Review, a Pathology and Oncology Research és a Rechtsmedizin című tudományos szakfolyóirat szerkesztőbizottságainak tagja lett.

## Munkássága
Kutatási területei még a szív glikozidjainak hiszto- és citokémiája és az új morfológiai vizsgálómódszerek az igazságügyi orvostanban.
Vizsgálatai segítségével sikerült tisztázni in vivo (azaz élő körülmények között) és in vitro (azaz laboratóriumi körülmények között) a szívizomsejtek különböző károsodásainak folyamatát, így a hiperkontrakciós nekrózis kialakulási folyamatát is. Az igazságügyi orvostan területén számos új eljárást vezetett be a gyakorlatba, így az elektronmikroszkópia és az elemanalízis módszerét is.

## Családja
Özvegy, felesége Árva Eszter balett-táncos, szakíró volt. Házasságukból két fiúgyermekük született.

## Díjai, elismerései
- Jendrassik Loránd-díj (1986)
- Batthyány-Strattmann László-díj (1997)
- Ipolyi Arnold tudományfejlesztési díj (1998, OTKA)
- Albert Schweitzer-érem (2000)
- Albert-Ludwigs Egyetem Freiburg tiszteletbeli szenátora (2001)
- Akadémiai Díj (2001)
- Emeritus Rector cím (2003)
- A Magyar Köztársasági Érdemrend középkeresztje (2004)
- Felkelő Nap Rendje arany sugarak a nyakszalaggal (2005, Japán)
- Weszprémi István-emlékérem (2008)
- Széchenyi-díj (2009)
- A Heidelbergi Egyetem érme (2011)
- Budapest díszpolgára (2012)
- Magyar Corvin-lánc (2018)
- Prima Primissima díj (2018)[1]

## Főbb publikációk
- Egészségügyi ABC (szerkesztő), Medicina, Budapest, 1967
- Elektron Microscopic Histochemical Study of Myosin ATP-ase Activity (Somogyi Endrével, 1972)
- Myosin Isozyme Shift in Hypertrophic Rat Myocardium (társszerző, 1982)
- Electron Microscopy and Element Analysis in Forensic Science (1993)
- Application of Scanning Electron Microscopy and Microanalysis on Biological and Nonbiological Materials (társszerző, 1995)
- A szívglikozid hatás összehasonlító morfológiája (2001)
- Igazságügyi orvostan (szerkesztő), Semmelweis Kiadó, Budapest, 1996 (negyedik, átdolgozott, bővített kiadás, 2011) | Edoc.pub Igazságügyi orvostan (negyedik, átdolgozott, bővített kiadás, 2011) | Scribd.com Igazságügyi orvostan (negyedik, átdolgozott, bővített kiadás, 2011)